# Allodia callida
Allodia callida är en tvåvingeart som beskrevs av Oskar Augustus Johannsen 1912. Allodia callida ingår i släktet Allodia och familjen svampmyggor.
Artens utbredningsområde är Costa Rica. Inga underarter finns listade i Catalogue of Life.